# كي. جي. ستيفنز
كي. جي. ستيفنز (بالإنجليزية: K. J. Stevens)‏ (4 يونيو 1973، ألبينا في الولايات المتحدة)؛ روائي أمريكي.